# Избори за председника Руске Федерације 2008.
Избори за председника Руске Федерације су одржани 2. марта 2008. године.
Да би се неко могао кандидовати за председника Русије потребно је да скупи најмање 2 милиона потписа гласача.

## Кандидати
Кандидати на изборима су били:
- кандидат Јединствене Русије Дмитриј Медведев,
- кандидат Комунистичке партије Генадиј Зјуганов,
- кандидат Либерално-демократске партије Владимир Жириновски и
- лидер Демократске партије Русије Андреј Богданов.

## Резултати
Према резултатима Централне изборне комисије, Дмитриј Медведев је добио највише гласова (70,23%) и постао трећи по реду председник Руске Федерације.
|  |

|  |

|  |

|  |